# Mediapluriformiteit
Mediapluriformiteit is de daadwerkelijke inhoudelijke verscheidenheid van de media in een gebied. Daarbij gaat het niet om het aantal media-eenheden, maar om het aantal belichte invalshoeken. In wetenschappelijke termen (volgens J. van Cuilenburg): het onderling verschillen van analyse-eenheden naar een bepaald kenmerk of bepaalde kenmerken..
In de media vertonen uitgaven een bepaald aantal kenmerken. Hoe meer het wel of niet aanwezig zijn van die kenmerken verschilt van blad tot blad (of radiozender tot radiozender, of televisiekanaal tot televisiekanaal, etc.), hoe pluriformer de media. Het gaat om de heterogeniteit in het totale aanbod.
Pluriformiteit moet niet verward worden met pluralisme. Bij een hoge mate van pluralisme kan het medialandschap een groot aantal titels bevatten, zonder daarbij noodzakelijk verschillende invalshoeken te presenteren.

## Situatie in Nederland
In Nederland is sprake van een geconstrueerde mediapluriformiteit. Dat wil zeggen dat de overheid volgens het geldende Staatsrecht op bepaalde punten in de vrije markt van de media moet ingrijpen, wanneer een te lage mediapluriformiteit dreigt te ontstaan. Dit is vastgelegd in de Mediawet 2008.
Het proces van construeren (maken) van mediapluriformiteit komt in Nederland onder meer tot uiting in:
- het Commissariaat voor de Media.
- de Nederlandse Dagbladpers
- de publieke omroep
- het Stimuleringsfonds voor de Pers